# Monk Islands
Monnk Islands är öar i Antarktis. De ingår i ögruppen Sydorkneyöarna nordost om Antarktiska halvön. Argentina och Storbritannien gör anspråk på området.